# Labina Mitevska
Labina Mitevska (en macédonien : Лабина Митевска), née le 11 octobre 1975 à Skopje, alors capitale de la République socialiste de Macédoine, est une actrice et productrice macédonienne.

## Biographie
Après des études à Skopje, au Danemark et à l'université d'Arizona, elle commence sa carrière cinématographique, à 19 ans, dans Before the Rain (1994) , un film de Milcho Manchevski qui est nommé aux Oscars. Ensuite, elle joue notamment dans Bienvenue à Sarajevo de Michael Winterbottom, Je suis de Titov Veles ou encore 9:06, qui représente la Slovénie aux Oscars en 2009.
Sa sœur Teona Strugar Mitevska est réalisatrice.

## Filmographie
- 1994 : Before the Rain de Milcho Manchevski
- 1997 : Bienvenue à Sarajevo de Michael Winterbottom
- 1998 : I Want You de Michael Winterbottom
- 2000 : Der braune Faden
- 2000 : Loners
- 2001 : Veta
- 2002 : Weg!
- 2002 : Samotáři
- 2004 : Comment j'ai tué un Saint de Teona Strugar Mitevska
- 2004 : Bubacki
- 2004 : Nema problema
- 2005 : Kontakt
- 2006 : Le livre secret
- 2006 : Warchild
- 2006 : Razsledvane
- 2007 : L... kot ljubezen
- 2007 : Prevrteno
- 2007 : Je suis de Titov Veles
- 2008 : Voix de garage
- 2009 : Ofsajd
- 2009 : 7 Avlu
- 2009 : 9:06 d'Igor Sterk : Milena
- 2010 : Stapki v pyasaka : Yoana
- 2012 : Louves (The Woman Who Brushed Off Her Tears) de Teona Strugar Mitevska : Ajsun
- 2016 : When the Day Had No Name : Milan's Stepmother
- 2020 : Une sirène à Paris de Mathias Malzieu (coproductrice)